# Uzka bethyloides
Uzka bethyloides är en stekelart som beskrevs av Boucek 1988. Uzka bethyloides ingår i släktet Uzka och familjen puppglanssteklar. Inga underarter finns listade i Catalogue of Life.